# Nonantola
Nonantola là một đô thị (comune) ở tỉnh Modena, vùng Emilia-Romagna của Ý.